# Sun Hao
En aquest nom xinès, el cognom és Sun.
Sun Hao (242–284), nom estilitzat Yuanzong (元宗), originalment anomenat Sun Pengzu (孫彭祖) amb el nom estilitzat Yuanzong (元宗), va ser el quart i últim emperador de Wu Oriental durant el període dels Tres Regnes. Ell era el fill de Sun He, una vegada príncep hereu de l'emperador fundador Sun Quan. Ell va arribar al tron en el 264 després de la mort del seu oncle Sun Xiu (l'Emperador Jing) a la llum del desig de la gent a tenir un emperador amb prou edat tenint en compte la recent destrucció de l'aliat oriental de Wu Shu Han. Això no obstant, va resultar ser una elecció molt desafortunada, la seva crueltat, extravagància, i incapacitat per manejar els assumptes interns va condemnar a Wu Oriental, que va ser conquerit per Jin en el 280, acabant el període dels Tres Regnes.
Sun Hao és També conegut pel seu títol preliminar a la seva ascensió de Marquès de Wucheng (烏程侯) i el títol atorgat post-conquesta Jin-de Marquès de Guiming (歸命侯).

## Noms d'era
- Yuanxing (元興 yuán xīng) 264–265
- Ganlu (甘露 gān lù) 265–266
- Baoding (寶鼎 baǒ dǐng) 266–269
- Jianheng (建衡 jiàn héng) 269–271
- Fenghuang (鳳凰 fèng huáng) 272–274
- Tiance (天冊 tiān cè) 275–276
- Tianxi (天璽 tiān xǐ) 276
- Tianji (天紀 tiān jì) 277–280